# 埃尔斯勒于捷
埃尔斯勒于捷（法語：Heiltz-le-Hutier，法語發音：[ɛls lə ytje]）是法国马恩省的一个市镇，属于维特里勒弗朗索瓦区。

## 地理
埃尔斯勒于捷（48°41'19"N, 4°46'4"E）面积10.84 平方千米，位于法国大東部大區马恩省，该省份为法国东北部内陆省份，北起阿登省，西北接埃纳省，西南接塞纳-马恩省，南至奥布省，东南接上马恩省，东临默兹省。
与埃尔斯勒于捷接壤的市镇（或旧市镇、城区）包括：佩尔特、欧西涅蒙、奥尔孔特、圣弗兰、斯克吕、蒂耶布勒蒙-法雷蒙。
埃尔斯勒于捷的时区为UTC+01:00、UTC+02:00（夏令时）。

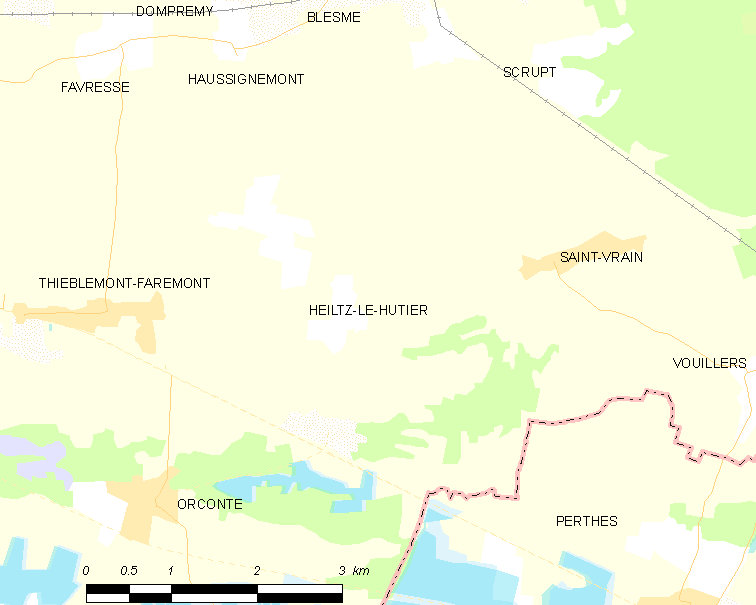
埃尔斯勒于捷的OSM定位图

## 行政
埃尔斯勒于捷的邮政编码为51300，INSEE市镇编码为51288。

## 政治
埃尔斯勒于捷所属的省级选区为塞迈兹莱班县。

## 人口

1962-2008年间埃尔斯勒于捷人口变化图示

埃尔斯勒于捷于2022年1月1日时的人口数量为235人。